# Walter Thurnherr
Walter Thurnherr (Muri, 11 juli 1963) is een Zwitsers politicus van de Christendemocratische Volkspartij en van 1 januari 2016 tot 31 december 2023 Bondskanselier van Zwitserland.
Thurnherr studeerde af als natuurkundige aan de Eidgenössische Technische Hochschule Zürich. In 1989 werd hij lid van het Zwitserse corps diplomatique. In 2002 werd hij aangesteld als leidinggevende binnen het Departement van Buitenlandse Zaken onder Bondsraadslid Joseph Deiss. Een jaar later stapte hij over naar het Departement van Economische Zaken, onder achtereenvolgens de Bondsraadsleden Pascal Couchepin, Joseph Deiss en Doris Leuthard. Toen Leuthard in 2011 minister van Milieu, Transport Energie en Communicatie werd, maakte hij de overstap naar dit departement.
In 2015 stelde hij zich verkiesbaar als bondskanselier. Aangezien er voor het eerst in 90 jaar geen tegenkandidaat was, werd hij met 230 van de 234 stemmen verkozen als opvolger van Corina Casanova.
Thurnherr is getrouwd en heeft twee kinderen.
- Base de données des élites suisses: 70073
- Gemeinsame Normdatei: 1293979392
- Virtual International Authority File: 1358159233930303370258

Jean-Marc Mousson · Josef Franz Karl Amrhyn · Johann Ulrich Schiess · Gottlieb Ringier · Hans Schatzmann · Adolf von Steiger · Robert Käslin · George Bovet · Oskar Leimgruber · Charles Oser · Karl Huber · Walter Buser · François Couchepin · Annemarie Huber-Hotz · Corina Casanova · Walter Thurnherr · Viktor Rossi